# Пржикорвин
Пржикорвин (пол. Przykorwin) — польский дворянский герб.

## Описание
На щите c золотой каймой, в верхнем голубом поле — на сучковатом лежащем пне — ворон (Слеповрон) с перстнем в клюве, в нижнем красном — звериная голова, держащая в пасти стрелу остриём вверх накось-вправо.
Щит увенчан дворянскими шлемом и короной. Нашлемник: три страусовых пера. Намёт на щите голубой и красный, подложенный серебром.

## Герб используют
Иван Иоахимовский (пол. Joachimowski), г. Пржикорвин, жалован 02.01.1840 дипломом на потомственное дворянское достоинство Царства Польского